# Орден «Трудовая Слава»
Орден «Трудовая Слава» — орден Народной Республики Болгария, учреждённый 28 мая 1974 года в трёх степенях. Вручался работникам и специалистам промышленности, строительства и транспорта, работникам и кооператорам сельского хозяйства за самоотверженный долголетний труд в коллективе.
Авторы проекта — Л. Прахов и П. Брайков. Орден изготавливался на Государственном монетном дворе.

## Описание
Орден имеет форму шестиконечной звезды размером 33х40 мм. В центре — медальон красной эмали с надписью по белой эмали по окружности «* НРБ * ТРУДОВА СЛАВА». В центре — пятиконечная звездочка белой эмали. Из медальона исходят шесть лучей в виде пшеничных колосьев. Знак первой степени изготавливался из желтого металла, второй — из оксидированного, третьей — из белого металла. Медальон изготовлен из желтого металла у первой и второй степеней, из белого — у третьей степени.
Орден носился на левой стороне груди на пятиугольной колодке, обтянутой синей лентой с национальным триколором по левому краю.